# Гронянка ромашколиста
Гронянка ромашколиста або ключ-трава ромашколиста (Botrychium matricariifolium) — вид папоротей роду гронянка (Botrychium) родини вужачкових (Ophioglossaceae). Вид занесений до Бернської конвенції.

## Природоохоронний статус виду
Гроняка ромашковидна має статус виду, що зникає (вид під критичною загрозою (CR) відповідно до класифікації IUCN) згідно з Червоною книгою України, а також внесена до Додатку I до Бернської конвенції, а також на регіональному рівні охороняється в Закарпатській та Івано-Франківській областях. Вид має статус близький до загрози (NT) згідно Європейському Червоному списку 2011 р.

## Наукове значення
Рідкісний вид з диз'юнктивним ареалом

## Загальна біоморфологічна характеристика

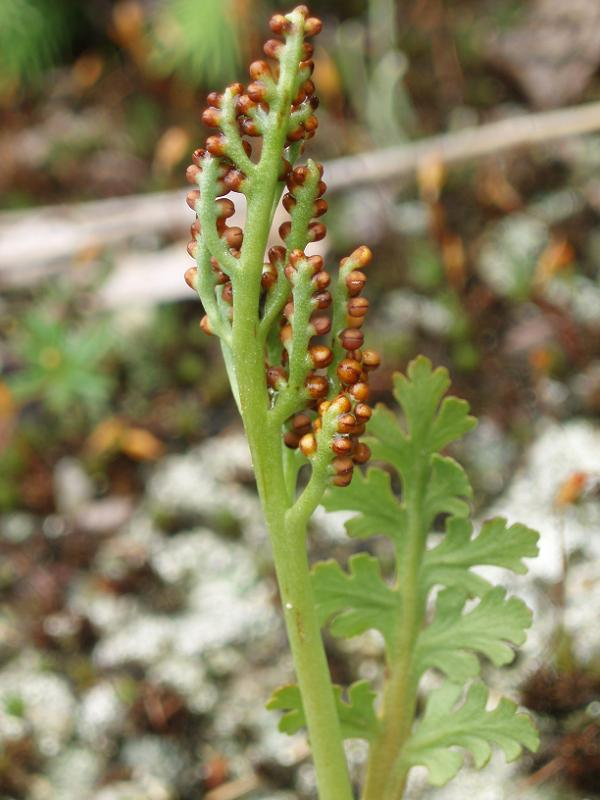

Рослина заввишки 6–20 см. Стерильна частина листка тьмяна, ± сірувато-зелена, майже сидяча; плодюча секція від двох до трьох периста. 2n=180.

## Походження
Припускається, що цей вид походить від гібридизації двох реліктових видів: гронянки багатороздільної Botrychium multifidum та гронянки півмісяцевої Botrychium lunaria.

## Ареал виду та його поширення в Україні
Botrychium matricariifolium — голарктичний вид флори України з Європейсько-Північно-американським диз'юнктивним поширенням, яке включає Скандинавію, Атлантичну, Центральну та Східну Європу, Північну Америку (сх. Канада, сх. США, Сен-П'єр і Мікелон) та деякі ексклави в Азії. Українські локалітети знаходяться поблизу південної межі ареалу. В Україні зростає у світлих лісах, на схилах, гірських луках — у Львівській обл. (Золочівський р-н, с. Сасів) і Карпатах, рідко. Загалом В Україні відмічено 17 місцезростань. З них до 1980 р. – 10, після 1980 р. – 7, як до так і після 1980 р. – 0 місцезростань

## Умови місцезростання
Гронянка ромашколиста описана, як пов'язана з комплексом Nardo-Callunetea (Nardetalia). Вона наводилася також для після лісових лук Карпат, букових гірських лісів, буково-соснових та грабових лісів поділля, рівнинних о соснових лісів та 140 річного дубово-грабового лісу в долині Тиси. Вид було також виявлено в літоральній зоні Канівського водосховища, зарослій кущами та деревами. В цьому місцезростанні вид був дуже чутливий до посухи та в певні роки не вегетував достатньо довго, щоб утворити спори. Низка видів орхідей випала в цьому місцезростанні внаслідок сукцесії, а гронянка не спостерігалася тут з 2008 р. Зважаючи на рідкісність в Україні вид певно не засотає усьому спектрі придатних для нього умов. Уявлення про це дає інформація про його місцезростання в інших частинах Європи. У Тверській області Росії він знайдений на вологих луках та у лісах. У Білорусі він зростає в сухіших широколистяних та хвойних лісах, а також на луках, при чому не тільки заплавних. В Західній Європі цей вид наводять з відкритих чи трохи притінених угрупованнях порядку Nardetalia (травостої на не кальцефільних субстратах). Рідко вид також зафіксований в угрупованнях союзів Dicrano-Pinion та Quercion robori-petraeae, а на луках в угрупованнях порядку Molinietalia caeruleae. Гронянка ромашколиста воліє зростати в зонах з розрідженим травостоєм в умовах дефіциту органіки. Вона також зустрічається на пасовищах та відкритих галявинах у лісах. Вид фіксувався на кислих, піщаних чи глинистих ґрунтах. У польській Сілезії цей вид зустрічається на узліссях дубово-соснових, кислих дубових лісів, чи соснових лісів типу Leucobryo-Pinetum, а також у перехідних лучних угрупованнях. З Великопольщі вид наводиться переважно з лісів: неморальних з грабу, берези, буку, дубу черещатого, осики, клену гостролистого та ін. В Чехії та Словаччині, він знайдений на бідних кислих субстратах та небагатих кальцієм пісках соснових, смерекових чи букових лісів, проте найчастіше зростає на луках поблизу стежок. У Франції ця рослина спостерігається в угрупованнях Diantho-Armerietum, Viscario-Aveneteum, V.-A. airetosum, V.-A. saxifragetosum, та V.-A violetosum caninae. B. matricariifolium здібний колонізувати нові середовища, зокрема порушені людиною, що показує його адаптивну пластичність. В багатьох випадках він трапляється на територіях, які були розорані та використовувалися для вирощування культурних рослин чи нещодавно порушених ділянках, таких як краї доріг чи лісових стежок. У деяких випадках вид зростав у насадженнях інтродукованих видів, таких як черемха пізня Padus serotina (Ehrh.) Borkh..

## Чисельність та структура популяцій
У випадку гронянки ромашколистої відомі лише генеративні стадії онтогенезу. Однак в умовах Великопольщі, інколи зареєстровані особини без спорофілів. В Україні було зафіксовано невеликі популяції чи групи особин. У Середньому Придніпров'ї та долині Тиси, зустрічалися поодинокі рослини. Декілька особин відомо з локалітету в урочищі Нижня Яровиця (Буковина). Велика популяція виду була знайдена на схилах гори Анталовецька поляна в Закарпатській області. Ситуація в Україні подібна до такої в Білорусі, де розмір популяцій рідко перевищує 100 особин. У Польщі знайдено, як окремі спорофіти, так і більші популяції. Кількість спорофітів може перевищувати 100 особин, тоді як щільність популяцій досягає 16–20 рослин на м². В Чехії зустрічаються, як групи поодиноких спорофітів,так і більші групи – біля 50 особин, а також значно більші популяції в 100–300 спорофітів. В Росії зареєстровано кілька великих популяцій. Зареєстровані випадки зникнення добре відомих популяцій без жодних зовнішніх слідів деградації середовища чи інших порушень. Також відомі випадки появи попередньо-зниклих локусів. В Чехії також відомі стабільні популяції, які щорічно продукують більше 100 особин.

## Причини зміни чисельності
Головною причиною рідкісності представників родини вужачкових є їхній реліктовий характер, що виражається у вразливості до змін довкілля та антропогенного впливу. Невеликі популяції вужачкових вразливі також до впливу будь-якого випадкового фактора, що може привести до їх зникнення. Головною загрозою для вужачкових є природна сукцесія. Види родини мало конкурентоспроможні, а їх популяції займають найчастіше невеликі ділянки (на яких якісь фактори порушують щільну дернину). Тож вони легко випадають внаслідок ущільнення травостою. Відмічено, що Ophioglossaceae це рослини, яким властива к-стратегія – тобто колонізація короткочасних біотопів. Одиницями розповсюдження є легкі, придатні до рознесення вітром спори що не мають великої витривалості. Утворення та підтримання популяції залежить від придатності заселеної ділянки, контакту з грибним симбіонтом, а також підтримання біотопа відкритим внаслідок якихось порушень, так як дані виду є низько конкурентоспроможними, проте добре поширюються на значні відстані. B. lunaria, імовірно, зник з багатьох рівнинних сайтів Північної Америки перед 1930, проте це зникнення продовжується, зокрема в Новій Англії, внаслідок заростання біотопів чагарниками. Однак, в Україні та Польщі види родини часто спостерігаються у лісах, зокрема, заплавних та соснових. На жаль, в більшості повідомлень про загрози видам родини бракує даних регулярного моніторингу. В таких умовах усі висновки щодо впливу сукцесії та режиму активної охорони в випадку Ophioglossaceae треба сприймати обережно. Окрім того, деякі автори прямо стверджують що конкретні методи охорони видів даної родини не розроблені. На думку американських дослідників, без заходів активної охорони (які втім мають бути добре розроблені,а також перевірені) охорона вужачкових не буде ефективною. Проте будь-які заходи чи дослідження мають бути добре обґрунтованими. Інша загроза надходить від копитних тварин чи рослиноїдних безхребетних. Кількість спороносних спорофітів може обмежувати також сухий сезон. Антропогенний вплив, такий як заліснення сухих лук, створення монокультур, та розорювання травостою під час посадки лісу на вирубках також становить загрозу. Велику загрозу становить знищення наявних та потенційних місцезростань в тому числі зарезервованих під створення об'єктів ПЗФ. Деструктивний вплив вирубки дерев показаний для України, Білорусі та Польщі. Ідентифіковані загрози для близького виду — гронянки півмісяцевої B. lunaria включають посуху, пожежу, заготівлю деревини, збір, вплив гербіцидів, рослиноїдних тварин, екзотичних дощових черв'яків та лісову сукцесію. Локально перевипас може бути впливовим фактором. Що стосується випалювання та заготівлі сіна то з цього приводу для України немає даних, проте такі вплив можуть бути небезпечними для чутливих рослин.

## Режим збереження популяцій та заходи охорони
Botrychium matricariifolium охороняється в Європі і занесений до Додатку І Бернської конвенції (охоронна категорія: вид підлягає особливій охороні).
Охорона цієї гронянки in situ реалізується в наступних об'єктах ПЗФ: Карпатський біосферний заповідник і, ймовірно, національний природний парк «Північне Поділля». Необхідно включити дамбу, яка веде на Зміїні острови в Канівський природний заповідник, розширити Верховинський національний парк (включаючи полонину Прелучка). У долині Тиси – в урочищі Отрош біля Мукачева (Мукачівський район), на схилах г. Анталовецька поляна (Ужгородський район), гори Маковиця, біля с. Турії-Ремети (Перечинський район), біля с. Ситково біля Квасів (Рахівський район), Закарпатська область, в районі Нижньої Яровиці (Путильський район), Чернівецька область, в районі на південний захід від Ковеля (Ковельський район), Волинської області мають бути створені заказники. Вченими також пропонувалися для цього виду активні заходи охорони: розчищення дерев та чагарників. Проте результати такого втручання є не передбачувані. 

## Розмноження та розведення у спеціально створених умовах
Наявна інформація про культивування в виду в одному з українських дендрологічних парків.

## Господарське та комерційне значення
Декоративне